# Krzysztof Bieńkowski (siatkarz)
Krzysztof Bieńkowski (ur. 19 czerwca 1995 w Łodzi) – polski siatkarz, grający na pozycji rozgrywającego. 

## Przebieg kariery
| 2011–2014                            | SMS PZPS Spała                |
| 2011–2014                            | EKS Skra Bełchatów            |
| 2014–2015                            | AZS Politechnika Warszawska   |
| 2015–2016                            | AZS Olsztyn                   |
| 2016–2017                            | BBTS Bielsko-Biała            |
| 2017–2018 (do 04.01.2018)            | ZAKSA Kędzierzyn-Koźle        |
| 2018 (od 05.01.2018)                 | Łuczniczka Bydgoszcz          |
| 2018–2019                            | Tauron AZS Częstochowa        |
| 2019–2020                            | KPS Siedlce                   |
| 2020–2021 (od 07.11.2020)            | MCKiS Jaworzno                |
| 2021 (od 12.10.2021) (do 25.10.2021) | Jastrzębski Węgiel            |
| 2022 (od 01.02.2022)                 | Aluron CMC Warta Zawiercie    |
| 2022–                                | KS Lechia Tomaszów Mazowiecki |

## Sukcesy klubowe

### młodzieżowe
Młoda Liga:
- 2014
- 2013

### seniorskie
Superpuchar Polski:
- 2021

PlusLiga:
- 2022

## Sukcesy reprezentacyjne
Mistrzostwa Europy Kadetów:
- 2013[6]

Mistrzostwa Świata Kadetów:
- 2013

Mistrzostwa Europy Juniorów:
- 2014

## Nagrody indywidualne
- 2014: Najlepszy rozgrywający Młodej Ligi w sezonie 2013/2014